# Тугген
Тугген (нім. Tuggen) — громада  в Швейцарії в кантоні Швіц, округ Марх.

## Географія
Громада розташована на відстані близько 120 км на схід від Берна, 30 км на північний схід від Швіца.
Тугген має площу 13,5 км², з яких на 13,7% дозволяється будівництво (житлове та будівництво доріг), 60,8% використовуються в сільськогосподарських цілях, 21,9% зайнято лісами, 3,6% не є продуктивними (річки, льодовики або гори).

## Демографія
2019 року в громаді мешкало 3293 особи (+10,5% порівняно з 2010 роком), іноземців було 17,2%. Густота населення становила 244 осіб/км².
За віковим діапазоном населення розподілялося таким чином: 19,6% — особи молодші 20 років, 64,8% — особи у віці 20—64 років, 15,5% — особи у віці 65 років та старші. Було 1406 помешкань (у середньому 2,3 особи в помешканні).
Із загальної кількості 1469 працюючих 117 було зайнятих в первинному секторі, 501 — в обробній промисловості, 851 — в галузі послуг.